# 1948 au Maroc
Chronologie du Maroc
- 1944
- 1945
- 1946
- 1947
- 1948
- 1949
- 1950
- 1951
- 1952

Cet article présente les faits marquants de l'année 1948 au Maroc ou relatifs au Maroc.

## Événements
- Les émeutes d'Oujda et de Jerada sont une série de pogroms contre les Juifs dans les villes de Oujda et de Jerada, au nord-est du Maroc, qui a éclaté le 7 juin 1948 après un coup de poignard porté par un juif à un musulman. 42 Juifs y ont été tués (cinq à Oujda et 37 à Jerada[1]), dont le rabbin de la communauté de Jerada et sa famille, et un citoyen français non-juif. On dénombre au total 60 blessés[2].
- La Ligue du Maroc de football 1947-1948 est la 33e édition des championnats du Maroc de football.
- La Ligue du Maroc de football 1948-1949 est la 34e édition des championnats du Maroc et la 27e de cette ligue.